# Egliswil
Egliswil (gsw. Eglischwiil) – gmina (Einwohnergemeinde) w Szwajcarii, w kantonie Argowia, w okręgu Lenzburg. Liczy 1484 mieszkańców (31 grudnia 2020).